# 广盈库
广盈库，明朝内廷十库之一，贮纻丝、纱罗、绫锦、绢，隶属于工部。

## 官制
- 掌库，一员；
- 贴库，无定员；
- 佥书，无定员。